# 布雷西亚
布雷西亚（義大利語： [ˈbreʃːa] ⓘ；倫巴第語： [ˈbrɛsa]），或译为布雷夏，是位于意大利北部伦巴第大区的一个市镇（comune）。它位于阿尔卑斯山脚下，距离加尔达湖和伊塞奥湖几公里远。人口接近200,000，是所在地区的第2大城市以及意大利西北部地区第4大城市。布雷西亚市区超过了行政城市范围，人口达67.3万，而都市圈居民人口超过150万。该城市是布雷西亚省的行政首府，该省是意大利最大的省之一，居民超过120万。
建于3200年前，布雷西亚自前罗马时代以来就一直是重要的区域中心，因为继承了古罗马的建筑遗产，城市布局十分规整，街道大多是直角，其外部还有比罗马城镇更大的中世纪城墙。它的老城区包含有意大利西北部保存最完好的古罗马时期公共建筑以及众多的纪念碑，中世纪城堡、旧主教座堂、新主教座堂、文艺复兴时期的凉廊广场（Piazza della Loggia）以及理性主义建筑风格的维多利亚广场（Piazza della Vittoria）。
古罗马广场的考古区以及圣萨尔瓦多修道院作为意大利伦巴底：权力之地中7组建筑群的一组已成为联合国教科文组织世界文化遗产。
布雷西亚被认为是重要的工业城市，其冶金业及机床和枪支的生产都具有特别重要的经济意义。总部设在该市的公司有公用事业公司A2A、钢铁制造商卢基尼钢铁公司、枪支制造商伯莱塔公司、霰弹枪制造商Perazzi、机床制造商Camozzi以及气体设备制造商Cavagna Group。
布雷西亚昵称意大利母狮（Leonessa d'Italia），是意大利鱼子酱的故乡，为小提琴的发源地之一，并作为弗朗齐亚柯达起泡酒的原产地和颇具声望的一千英里公路耐力赛的起终点而著名。同时布雷西亚也是亚历山达罗·孟佐尼1822年所作的戏剧阿德尔奇的大多数场景的发生地。
布雷西亚及其地区于2017年被评为“欧洲美食区”。

## 历史
拉丁文古稱為，是古羅馬以至中世紀的重要地區中心之一，以致遺留不少羅馬帝國及中世紀城邦的遺跡。十九世紀時為倫巴第-威尼西亞王國一部分，直至意大利統一為止。

## 经济
該城市位於工業地區，因此有發達的重工業，其中包括了像貝瑞塔的頂尖槍械製造公司。雖然如此，大多數布雷西亞的公司規模都不是很大，通常以家族企業為主。因周圍有伊塞奧湖、加爾達湖和阿爾卑斯山而成爲了旅遊勝地。

## 教育
- 布雷西亚大学
- 布雷西亚美术学院
- 布雷西亞音樂學院

## 体育
- 布雷西亚足球俱乐部（Brescia Calcio）
- 意大利千哩大賽車（英语：Mille Miglia）的起點和終點

## 國際關係
巴西有一個城鎮叫做新布雷西亞，因為其第一個鎮民是布雷西亞人

### 姊妹鎮、城市
布雷西亞與下列城市是姊妹城市：
- 達姆施塔特，德國 （1991）[8]
- 考納斯，立陶宛
- 洛格罗尼奥，西班牙
- 托盧卡，墨西哥
- 深圳，中國[9][10][11]

## 照片

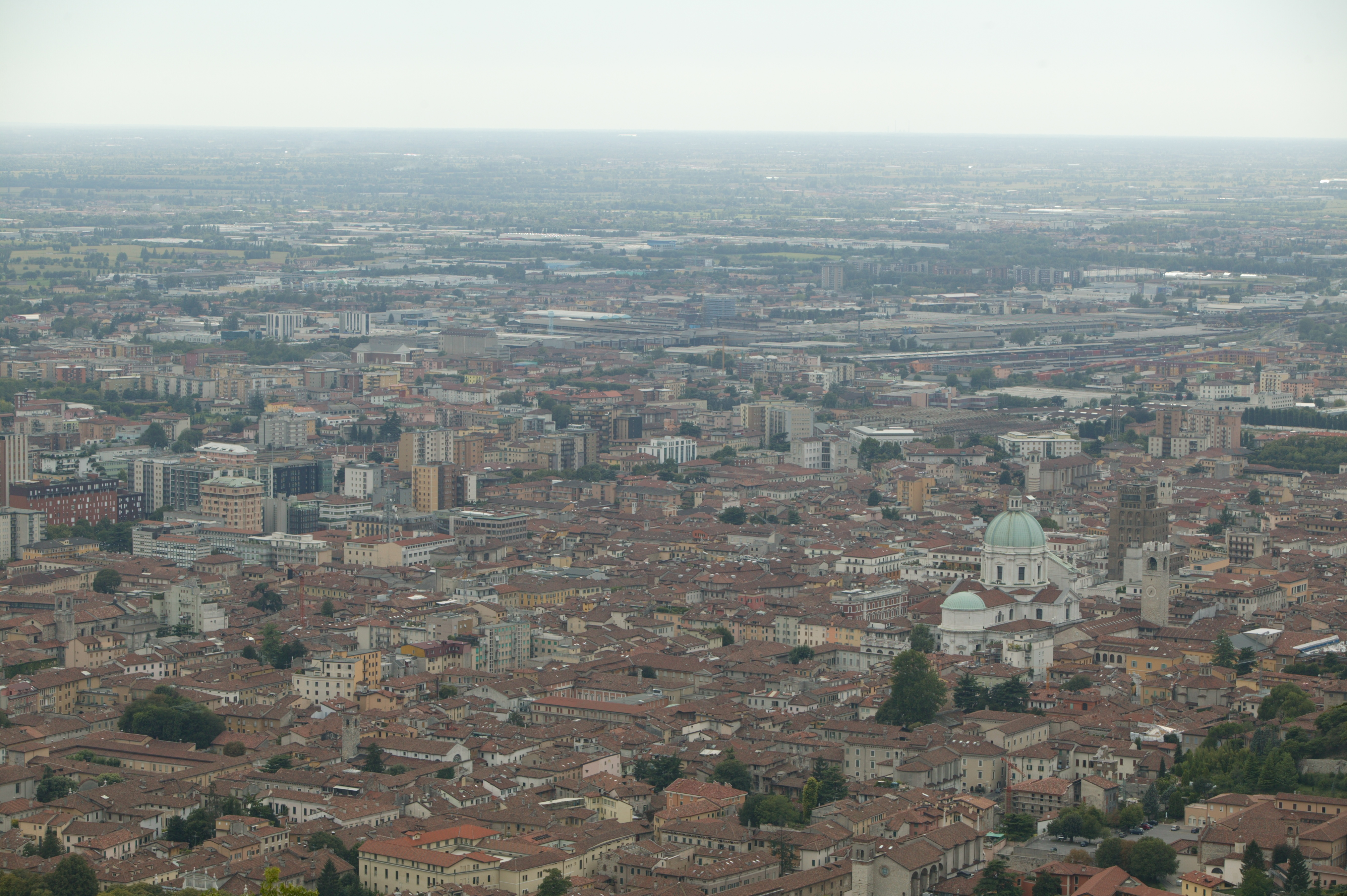
市中心
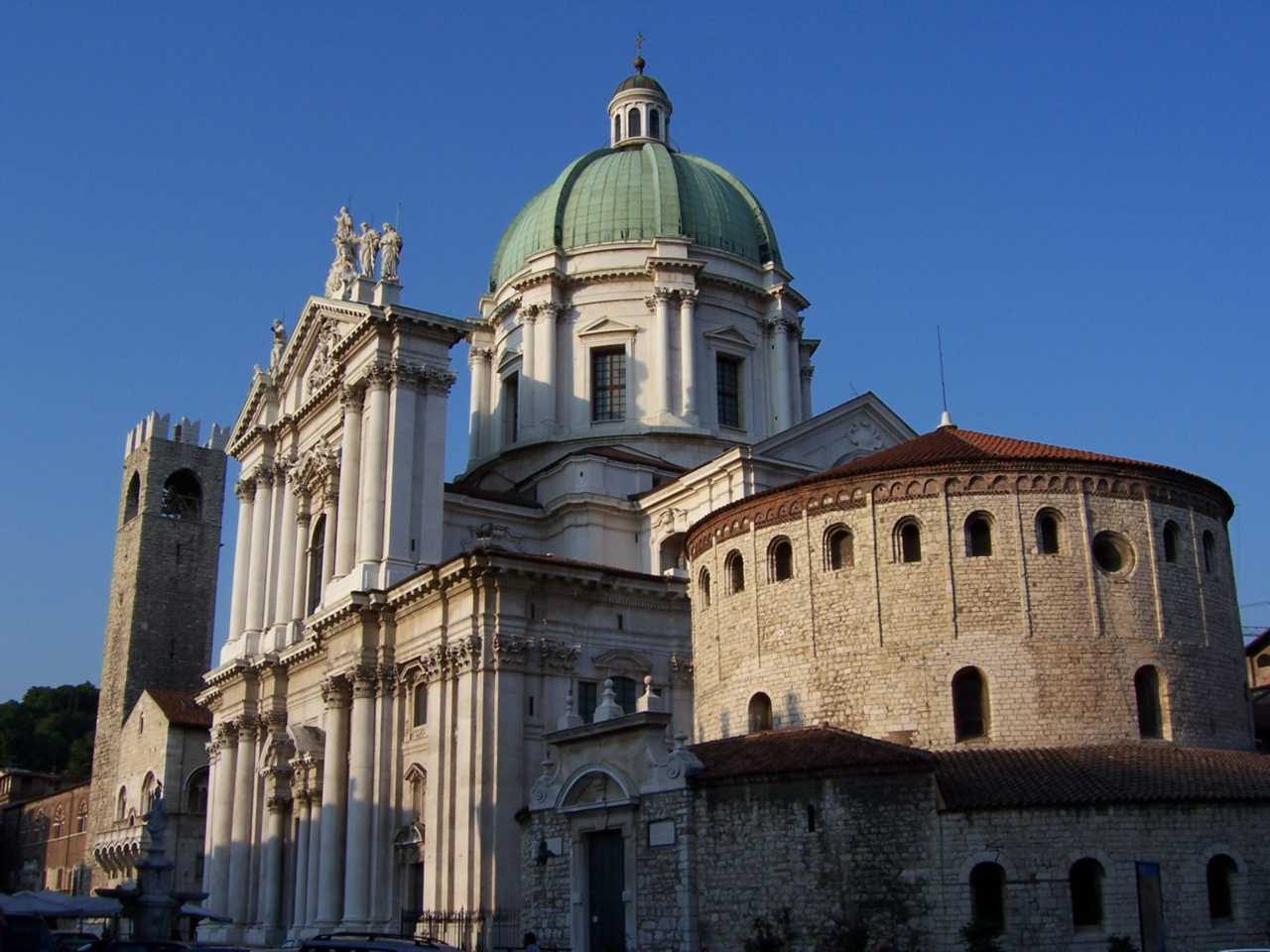
大教堂